# Razjezd № 19
Razjezd № 19 (kaz. Рзд № 19, ros. Разъезд № 19, Раз. № 19) – mijanka i przystanek kolejowy w rejonie Ałaköl, w obwodzie żetysuskim, w Kazachstanie. Położona jest na linii Aktogaj - Urumczi, na trasie Nowego Jedwabnego Szlaku.
Znajduje się na pustyni, w oddaleniu od skupisk ludzkich, w pobliżu granicy z Chińską Republiką Ludową. Najbliższą miejscowością jest Dostyk. 